# 羅曼·薩菲烏林
羅曼·里沙托維奇·薩菲烏林（俄语：Роман Ришатович Сафиуллин；1997年8月7日—）是一位俄羅斯網球運動員。他是2015年澳大利亞網球公開賽男子單打少年組的冠軍。